# 酒谷忠生
酒谷 忠生（さかたに ただお、1932年（昭和7年）8月28日 - 1999年（平成11年）2月27日）は、日本の政治家。大阪府大阪狭山市長（2期）。

## 経歴
大阪府出身。大阪府立河南高等学校卒業。南河内郡狭山町（現・大阪狭山市）役場に入り、助役などを務めた。1992年（平成4年）初代大阪狭山市長吉川悦次が辞職し、その後継を決める市長選挙に立候補し、無投票で当選する。1996年（平成8年）も無投票で再選。
市長を2期務め、1999年（平成11年）2月5日、病気により辞任を表明したが、27日、S状結腸癌により在任中に死去した。